# Memória, o coração
Memória, o coração é uma pintura de Frida Kahlo, realizada em 1937. Retrata a dor e a angústia da artista durante e após uma relação extraconjugal entre seu marido, o artista Diego Rivera, e sua irmã, Cristina Kahlo. A pintura é também conhecida como Recuerdo.
Produzido com óleo sobre metal, com 40 centímetros de altura e 28 centímetros de largura, o quadro integra a coleção de Michel Petitjean, em Paris.

## Descrição
Trata-se de um autorretrato, em que Kahlo aparece numa praia, ao lado do mar, com um pé na areia e outro no mar, olhando para a frente, com a face sem expressão coberta de lágrimas. Um metal atravessa seu peito, num espaço vazio. O metal tem uma imagem do Cupido nas duas pontas, como se estivesse em uma gangorra.
O coração de Kahlo aparece como um órgão em sangue, mutilado, fora de seu corpo. Sangue escorre dele e mistura-se com a areia e o mar. Dois vestidos estão ao lado da pintora, o de uma colegial e outro tradicional da cultura mexicana. Contêm cada um o pedaço de um braço. O braço que sai do vestido de uma colegial tenta tocar Kahlo, mas não a alcança; o outro vestido apoia a pintora, sem braço e imóvel.